# Museo Arqueológico de Rabat
El Museo Arqueológico de Rabat (en árabe: متحف الرباط الأثري‎, en francés: Musée de l'histoire et des civilisations de Rabat) es un museo arqueológico en Rabat, Marruecos. Inaugurado en 1932, contiene la colección más extensa de artefactos arqueológicos encontrados en Marruecos. Contiene colecciones prehistóricas y preislámicas, incluida una extensa colección de objetos descubiertos por arqueólogoss que trabajaban en Volubilis, Banasa y Thamusida y que se expusieron por primera vez en los años 1930-1932. Incluía restos humanos del período Paleolítico medio (probablemente neandertales) al Neolítico (4000 a. C). El descubbrimiento de más piezas en 1957 hizo que el museo se ampliara considerablemente, después de lo cual se convirtió en un museo nacional y es la sede de las colecciones del Museo Nacional desde 1986. Las civilizaciones prerromana y romanas están bien representadas en el museo con un número de bronces notables de estilo helenístico como el Perro de Volubilis y el mármol Efebo coronado con hiedra y la Cabeza de un joven bereber.

## Culturas prehistóricas
En la planta baja del museo se encuentra una extensa colección de artefactos de piedra de las culturas prehistóricaa. En la exhibición hay una serie de herramientas, flechas, hachas, espadas, objetos de alfarería, altares, sarcófagos y piedras pulidas y estelas talladas con inscripciones. El piso también tiene una serie de fragmentos de tumbas y grabados rupestres. Cubre la cultura Achelense de sitios como Sidi Abderrahmane y Daya el-Hamra, cultura Pebble o Olduvayense de sitios como Arboua, Douar Doum y Casablanca , así como la industria musteriense asociada con Neanderthal y la cultura Ateriense que data aproximadamente del 38 000 a. C. al 10 000 a. C. El museo también contiene los restos humanos más antiguos hallados en Marruecos. La cultura neolítica de Marruecos, basada en la agricultura y la ganadería y las tecnologías en evolución y el arte rupestre, se ha encontrado en las cuevas de la región de Tánger y Tetuán. La planta baja del museo también tiene espacio para exposiciones temporales y tiene una reconstrucción de un mosaico encontrado en Volubilis y una estatua de mármol de Claudio Ptolomeo que data del siglo I. Un mapa en el vestíbulo también ilustra los diversos sitios arqueológicos descubiertos en Marruecos y de los que se abastece el museo.
La sección del patio tiene algunas de las mejores inscripciones en Marruecos, como la lápida sepulcral de N'khila y varias inscripciones latinas. La estela de Abu Yacoub Yusuf proviene de Chellah. El jardín contiene una importante colección de estelas de piedra, bases de columnas y estatuas, ruedas, altares, relojes de sol y fragmentos de baños de piedra que muestran hermosos mosaicos.

## Civilizaciones preislámicas

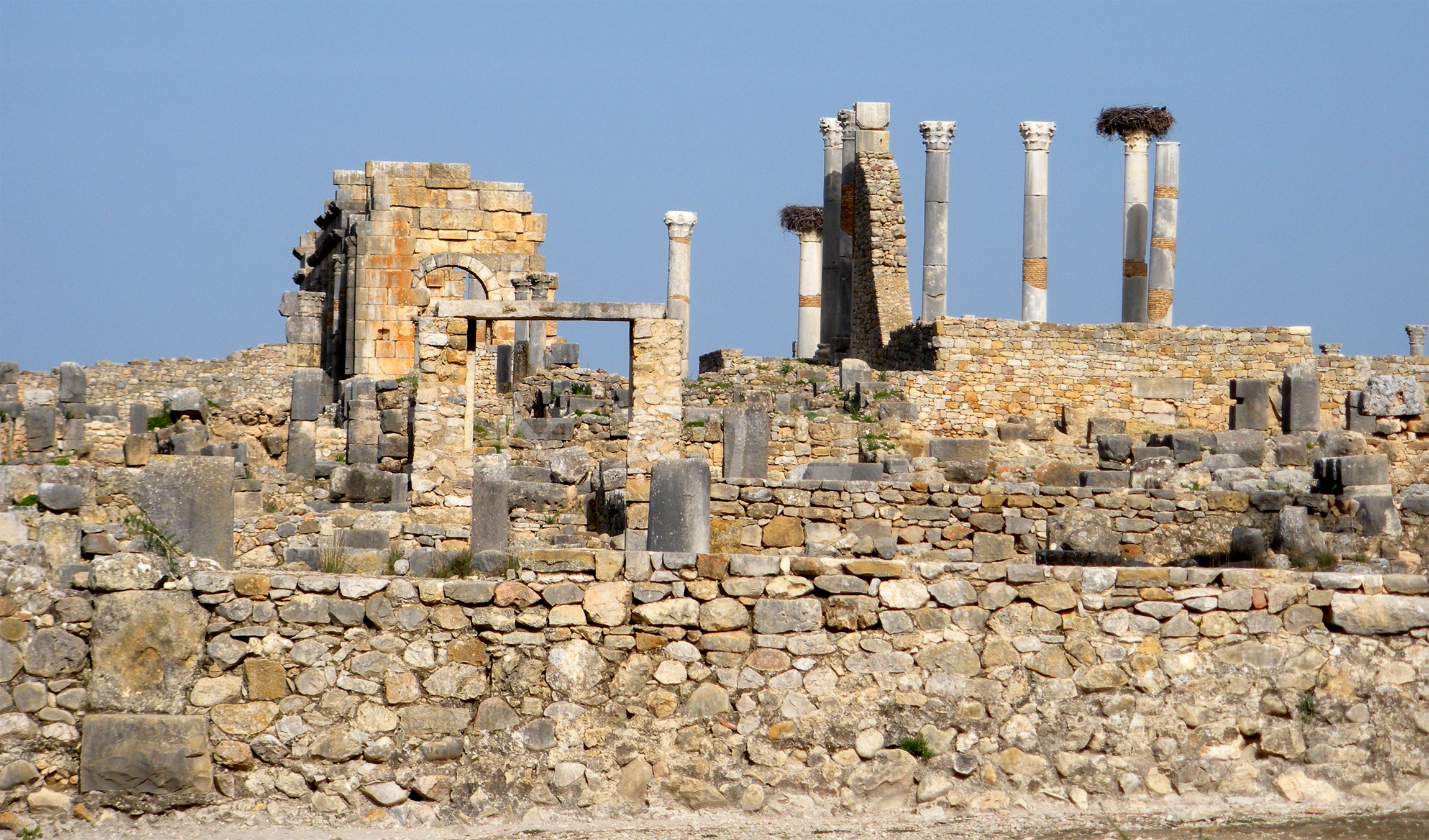
Artefactos procedentes de la antigua ciudad romana de Volubilis forman gran parte de la colección del Museo de Rabat.

La colección preislámica del museo se deriva de varios sitios y está organizada por tema. Los utensilios de cocina, como platos, vasos y cuchillos, revelan mucho sobre la vida cotidiana y las relaciones mediterráneas en épocas anteriores, particularmente entre Marruecos y Cartago. También están los restos de tuberías de terracota utilizadas en los baños públicos romanos en Marruecos. El museo cuenta con una notable colección de bronces antiguos encontrados principalmente en Volubilis, incluyendo un busto de Catón el Joven del siglo I y, sobre todo, los lampadóforos: efebos coronados, como el de un joven soldado en entrenamiento desnudo, que llevaba una corona de hiedra y sostenía una lámpara en la mano izquierda. El perro de Volubilis se encontró en 1916, que se remonta a la época de Adriano a principios del siglo II.
El museo también tiene una serie de estatuas de mármol notables de la época romana, en particular la Cabeza de un joven bereber del reinado de Augusto, el Sleeping Silenus y una esfinge. Numerosas figuras de dioses romanos están en exhibición, incluyendo a Venus, Marte y Baco, y figuras de deidades egipcias como Anubis e Isis.